# Distrito de Ituata
El distrito de Ituata es uno de los diez que conforman la provincia de Carabaya, ubicada en el departamento de Puno,  en el sureste del Perú.
Desde el punto de vista jerárquico de la Iglesia católica forma parte de la prelatura  de Ayaviri en la arquidiócesis de Arequipa.

## Demografía
La población según censo del año 2007 es de 6108 habitantes.

## Autoridades

### Municipales
- 2023 - 2026[3]
  - Alcalde: Emiliano Saya Becerra. (partido político gool)
  - Regidores: